# Українська греко-католицька церква в 1939-1941

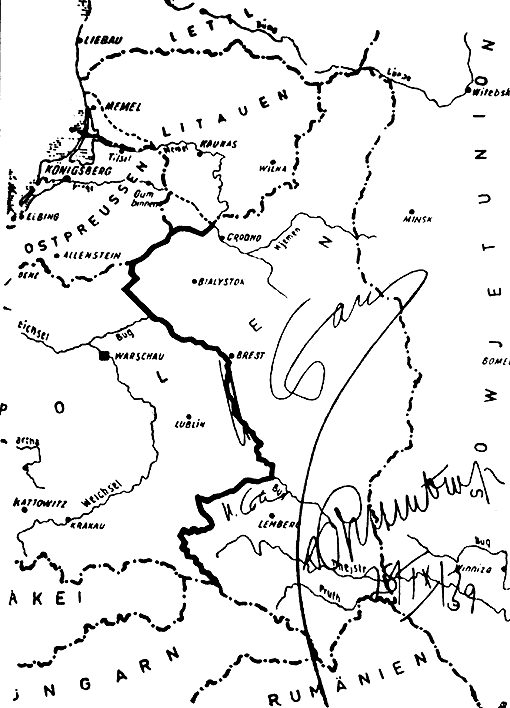
Мапа остаточного розподілу Польщі між III-м Рейхом та СРСР від 28.09.1939 р. з позначеною лінією кордону. Підписи погодження: Сталін, Рібентроп, дата

Українська греко-католицька церква у вересні 1939 р. внаслідок пакту Молотова-Рібентропа, а також агресії Німеччини і СРСР на Польську Республіку була розділена на дві незалежні частини.

## Радянська окупація
Радянська окупація поширилася на територію львівської архієпархії, станіславської єпархії, а також більшої (східної) частини перемиської єпархії.
Греко-католицька церква на теренах, окупованих Радянським Союзом була сприйнята гірше, ніж римо-католицька церква. Радянська влада зруйнувала основні підвалини матеріальної основи екзистенції церковних інституцій (конфіскація земельних маєтків в жовтні 1939), а також виховної ролі Церкви (усунення релігії зі шкіл, розпуск релігійних організацій, планова атеїзація).
Передбачаючи наростання репресій проти Церкви та побоюючись за її долю, Митрополит за згодою папи Пія XII таємно 22 грудня 1939 висвятив митрата, ректора Львівської духовної семінарії о. Йосипа Сліпого на єпископа з правом наступництва з титулом архієпископа Серрейського.
Одночасно, не відмовляючись від планів відродження Греко-католицької церкви на території СРСР, утворив там 4 нові екзархати греко-католицької церкви. Перший синод екзархів відбувся у вересні 1940.
Проблемою для Церкви стали утиски священнослужителів з боку радянських урядовців (накладання високих податків, скерування на роботи по насадженню лісу та будівництву доріг, арешти), внаслідок чого священики відмовлялися від духовного сану та переходили до краще оплачуваної цивільної праці (так відбувалося, наприклад, в станіславській єпархії).
Вже восени 1939 патріархат Російської православної церкви розпочав приготування до поглинання української греко-католицької церкви у східній частині Галичини. 17 жовтня 1939 єпископу Пантелеймону надано титул патріаршого екзарха для земель Західної Білорусі та Західної України. Відразу ж після номінації він оголосив послання, в котрому закликав до визнання канонічності московського патріархату.
У жовтні 1940 в Кременці, поблизу Почаївської лаври, оголошено православний єпископат. Призначено також православного єпископа Львова, який не зміг приступити до своїх обов'язків у зв'язку з нападом Німеччини на Радянський Союз.

## Німецька окупація
Німецька окупація поширилася на західну частину Перемиської єпархії, а також цілої Апостольської адміністрації Лемківщини— і Греко-католицька церква на тому терені практично не зазнала переслідувань.
На землі окуповані III Рейхом наплинуло кількадесят тисяч біженців з районів, окупованих СРСР. Територія, окупована Німеччиною була під управлінням генерального вікарія єп. Григорія Лакоти з Ярослава.
10 червня 1940 на посаду генерального вікаріуса Апостольської адміністрації Лемківщини призначено о. Олександра Малиновського, котрий незабаром перейняв більшість обов'язків важкохворого адміністратора о. Якова Медвецького, а незабаром після смерті о. Я. Медвецького — одразу замістив його на посаді.
Після початку війни Німеччини проти СРСР в 1941 р. було повернено до передвоєнного адміністративного поділу Церкви.